# Aristolochia arenicola
Aristolochia arenicola är en piprankeväxtart som beskrevs av Henry Fletcher Hance. Aristolochia arenicola ingår i släktet piprankor, och familjen piprankeväxter. Inga underarter finns listade i Catalogue of Life.